# Elecciones estatales de Morelos de 2006
Las Elecciones estatales de Morelos se realizaron el domingo 2 de julio de 2006, simultáneamente con las elecciones federales, y en ellas se renovaron los siguientes cargos de elección popular:
- Gobernador del Estado de Morelos. Titular del poder ejecutivo del estado, electo para un periodo de seis años, no reelegible en ningún caso, el candidato electo fue Marco Adame Castillo.
- 30 diputados del Congreso del Estado. De los cuales 18 son electos por mayoría relativa y 12 por representación proporcional.
- 33 ayuntamientos. Compuestos por un presidente municipal, un síndico y sus regidores. Electos para un periodo de tres años, reelegibles únicamente para el periodo siguiente.